# Дмитренко Володимир Петрович
Дмитренко Володимир Петрович (08.09.1933 м. Корюківка Чернігівської області — † 13.03.1997 м. Москва, РФ) — доктор історичних наук.

## Біографія
Народився 8 вересня 1933 року у місті Корюківка Чернігівської області.
1956 року закінчив Московський університет, в 1967 рокі захистив кандидатську дисертацію, а в 1987 — докторську дисертацію "«Економічна політика Радянської держави у перші роки пролетарської диктатури».
1989 року став заступником директора інституту історії новітнього часу.

## Наукова діяльність

### Коло наукових інтересів
- російська історія;
- історія народів СРСР;
- історіографія.

### Праці
- Торговая политика Советского государства после перехода к нєпу. 1921–1924. — М., 1971.
- Партия и коопереция.— М., 1978.